# Hot pot
L'hot pot (火鍋T, 火锅S, huǒguōP), o meno comunemente fondue cinese, consiste in molte varietà di stufato dell'est asiatico.

## Storia
Si ritiene che l'hot pot esistesse già ai tempi della dinastia Jìn e che venisse consumato nei mesi invernali per preservarsi dal freddo, tuttavia un'altra versione vuole che fosse una pratica culinaria già diffusa tra i cavalieri mongoli che avevano invaso la Cina, i quali si sarebbero forniti di elmetti e scudi per consumare il piatto. Successivamente con la dinastia Tang (618-906 d. C.) esso si sarebbe diffuso nel nord del Paese e più tardi con la dinastia Qing in tutta la Cina, adattandosi ai gusti e agli ingredienti dei diversi luoghi.

## Descrizione
Considerato un classico piatto invernale per via della sua preparazione, l'hot pot è diffuso in tutta la Cina. All'interno di una casseruola posta a centro tavola si può cuocere ogni tipo di vivande, il che rende il piatto poco costoso e l'esperienza culinaria aggregante, in quanto essa coinvolge familiari e amici.
Ufficialmente si possono distinguere 3 tipi di hot pot: il primo prevede una zuppa dal gusto leggero nella quale si cuoce il cibo crudo al momento (tipicamente il montone), nel secondo il cibo nella casseruola è già cotto e la fiamma è usata solo per mantenere il piatto caldo e per cuocere le verdure, infine il terzo tipo prevede l'intera cottura sia della carne che delle verdure prima che la casseruola venga servita. Nel secondo tipo vengono precotti principalmente gamberi, cervo, pollo e pesce, sempre poco speziati. La zuppa di funghi invece viene consumata simultaneamente alla cottura degli altri ingredienti. I condimenti tipicamente utilizzati sono salsa di soia, aglio, scalogno, uova, olio di sesamo e peperoncino.

## Varianti regionali
A seconda della regione, in Cina si possono trovare diversi tipi di hot pot.
- Hot pot di maiale del nordest: consiste in una zuppa di pesce nella quale vengono immersi carne al sangue, noodle e piatti dal gusto acido, conditi con salsa di soia e aglio.[7]
- Hot pot pechinese di montone: i condimenti tipici sono olio al peperoncino, salsa di soia, glutammato monosodico, aceto, olio di sesamo, cumino, cavolfiori e doubanjiang. La carne fresca viene cotta istantaneamente.[7]
- Hot pot al crisantemo di Hangzhou: si fa cuocere la carne o il pesce in una zuppa di pollo. Infine si immergono le foglie di crisantemo precedentemente lavate.[7]
- Hot pot di pancetta di maiale del Sichuan: il brodo è bollito con le frattaglie di pollo, e in esso viene cotta la pancetta di maiale con germogli di soia.[7]
- Hot pot Dian dello Yunnan: vengono utilizzate verdure fresche assieme a manzo, maiale, pesce, pollo e funghi.[7]
- Hot pot dello Hunan: gli ingredienti, come pesce, pollo, coniglio o noodle, vengono dapprima saltati nel vino di riso, poi fatti bollire per 15 minuti nel brodo con olio rosso.[8]
- Hot pot di pesce del Guangdong: viene cotto del pollo o del manzo assieme ai frutti di mare, accompagnati da funghi e verdure.[8]
- Hot pot satay di Taiwan: vengono cotti carne e verdure nel brodo conditi con salsa di soia e salsa barbeque.[9]

## L'hot pot fuori dalla Cina
L'hot pot è inoltre diffuso in Thailandia (tipicamente agropiccante), Giappone e Corea (piuttosto piccante e fatto con ingredienti in salamoia).